# Bernhard Gustav von Baden-Durlach

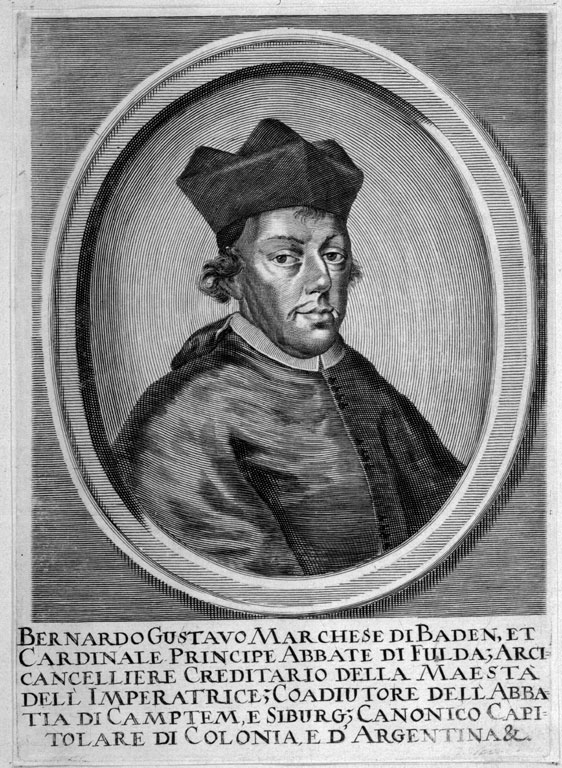
Kardinal Bernhard Gustav von Baden-Durlach

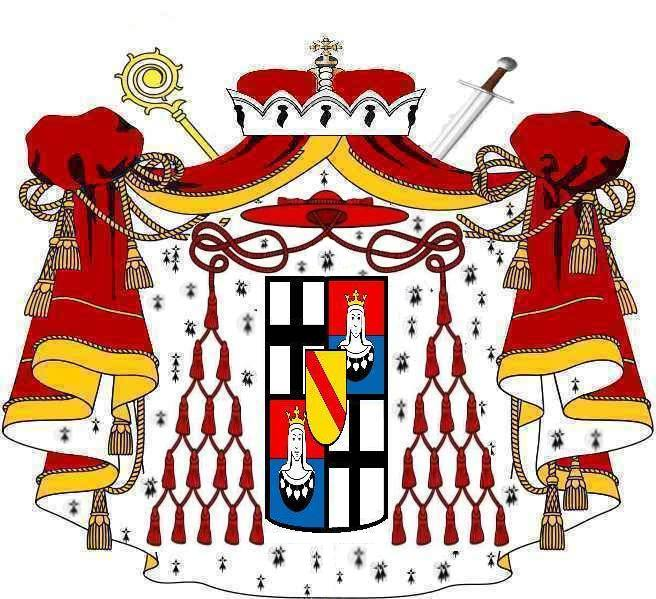
Kardinalswappen des Fürstabtes

Bernhard Gustav von Baden-Durlach OSB (* 24. Dezember 1631 auf der Karlsburg in Durlach; † 26. Dezember 1677 in Hammelburg) war Generalmajor im schwedischen Heer und nach seiner Konversion zur römisch-katholischen Kirche Fürstabt von Fulda und Kempten sowie Kardinal.

## Leben
Er wurde als Sohn des Markgrafen Friedrich V. von Baden-Durlach und dessen zweiter Frau Eleonore zu Solms-Laubach geboren und als Neffe und Patenkind von König Gustav Adolf von Schweden auf den Namen Gustav Adolf getauft, im lutherischen Glauben erzogen.
Als Generalmajor im schwedischen Heer war er am Krieg gegen Polen beteiligt. Nach Reisen durch Frankreich und Italien sowie einem längeren Romaufenthalt konvertierte er am 24. August 1660 im Franziskanerkloster Hermolsheim im Unterelsass und nahm bei der Firmung zu Ehren des katholischen Markgrafen Bernhard II. von Baden den Namen Bernhard an.
1663 zog er in venezianischen Diensten in den Türkenkrieg und nahm ein Jahr später, in den Türkenkriegen, an der Schlacht bei St. Gotthard (Ungarn) teil. 1665 legte Bernhard Gustav die Waffen ab, trat in das Benediktinerkloster Rheinau ein und empfing die niederen Weihen. Bereits 1666 wurde er zum Koadjutor des Fürstabts von Fulda bestimmt, 1668 auch zu dem des Fürstabts von Kempten. Am 19. März 1668 empfing er in Mainz die Priesterweihe. 1671 wurde er Abt von Fulda und Koadjutor in Siegburg. Papst Clemens X. erhob ihn im Konsistorium vom 24. August 1671 zum Kardinal und wies ihm die Titelkirche Santa Susanna zu. 1672 wurde er zudem Abt der Reichsabtei Siegburg.
1673 wurde er auch Fürstabt von Kempten. Während seiner Regierungszeit als Fürstabt von Kempten konnte der Neubau der St. Lorenzkirche abgeschlossen werden. Außerdem ließ er im östlichen Innenhof der Residenz die Hildegardkapelle bauen und mit Gemälden ausschmücken – diese wurde jedoch im Zuge der Säkularisation 1804 abgebrochen. Um die Mobilität des Handels und des Gewerbes zu fördern, veranlasste er 1673 den Bau einer Brücke über die Iller bei Schwarzenbach.
Er nahm am Konklave von 1676 teil, auf dem Papst Innozenz XI. gewählt wurde. Den Kardinalshut und die Titelkirche Santa Susanna konnte er erst am 19. Oktober 1676 entgegennehmen.
Bernhard Gustav starb in Hammelburg und wurde dort auch begraben.
Bernhard Gustavs Cousin Gustav Adolf von Nassau-Idstein (1632–1664) konvertierte ebenfalls zur katholischen Kirche und wurde deshalb von seinem Vater aus der dynastischen Erbfolge ausgeschlossen. Er fiel in der Schlacht bei St. Gotthard (Ungarn), die auch Bernhard Gustav von Baden-Durlach mitgemacht hatte.